# S/2003 J 16
S/2003 J 16 — естественный спутник Юпитера.

## Открытие
Был обнаружен 6 февраля 2003 года группой астрономов из Гавайского университета под руководством Бретта Глэдмана. Спутник не получил пока официальное название.

## Орбита
S/2003 J 16 совершает полный оборот вокруг Юпитера на расстоянии в среднем 20 957 000 км за 616 дней, 8 часов и 38 минут. Орбита имеет эксцентриситет 0,2246. Наклон ретроградной орбиты к эклиптике 148,5° . Принадлежит к группе Ананке.

## Физические характеристики
Диаметр S/2003 J 16 составляет около 2 км. Плотность оценивается 2,6 г/см³, так как спутник состоит предположительно из преимущественно силикатных пород. Очень тёмная поверхность имеет альбедо 0,04. Звёздная величина равна 23,3m